# 井出正陳
井出 正陳（いで まさのぶ）は、江戸時代初期の武士。

## 出自
井出正成の子であり、井出家（正直系）の系譜である。血筋としては（ – 正直  –  正次 – 正成 – 正陳）である。

## 略歴
『寛永諸家系図伝』には、正陳について以下のようにある。出生は武蔵国で、寛永9年（1632年）13歳の時に徳川秀忠に拝謁し、同11年（1634年）には徳川家光に拝謁する。同13年（1636年）に書院番となったとある。
『寛政重修諸家譜』巻第千百（以下『寛政譜』）には『寛永諸家系図伝』以外の事柄として、以下のようにある。寛永18年（1641年）に家督を継ぐ。のち書院番を辞し、 元禄11年（1698年）9月に享年79で死去したとある。
正陳は伊豆国君沢郡土肥村・玉川村・長伏村および田方郡間宮村を知行地としており、計300石であった。
家督は子の正府が継いだ。『御家人分限帳』に「三百石 伊豆 甚五左衛門子 井出左門 亥四十七」とあるように、正府（井出左門）に伊豆国の采地300石が引き継がれている。

### 原典
1. ↑  『寛永諸家系図伝』井出（藤原氏支流）